# Alexandre Ducourneau
Alexandre Ducourneau est un écrivain, historien et illustrateur français né le 10 janvier 1814 à Agen et décédé le 9 août 1893 à Tonneins.

## Biographie
Alexandre Ducourneau naît le 10 janvier 1814  à Agen en France.
Ducourneau décède le 9 août 1893 à Tonneins en France.

## Ouvrages
Écrivain
- Méthode pour l’enseignement des langues, 1834
- Essai sur l’histoire de Bordeaux, 1844
- La France, ou l'histoire nationale des départements, 1844

Illustrateur
- Les lithographies de la Guienne historique et monumentale, 1842-1844

## Galerie d'images
Exemples d'illustrations tirées de Les lithographies de la Guienne historique et monumentale, 1842-1844

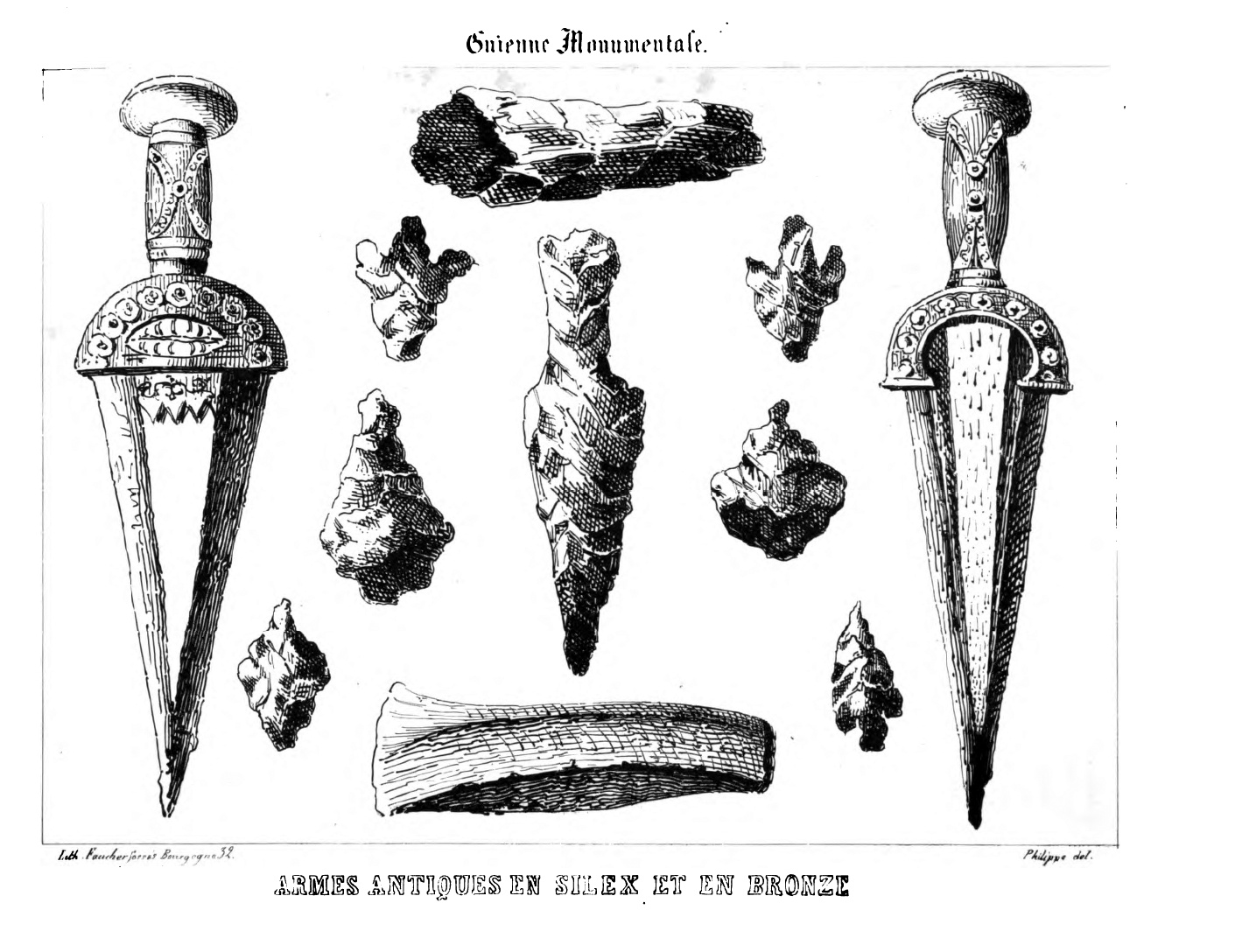
Armes antiques en silex et bronze
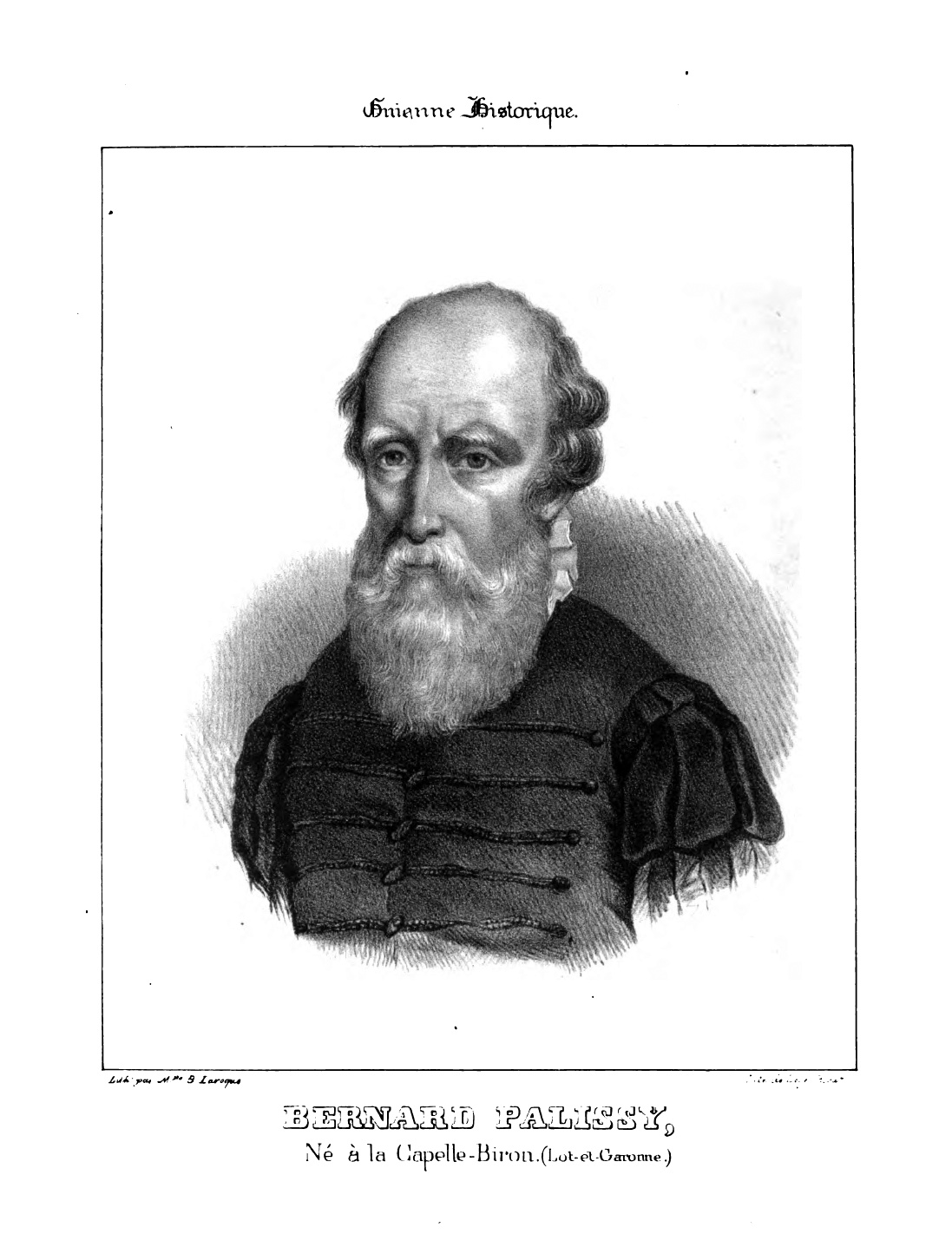
Bernard Palissy
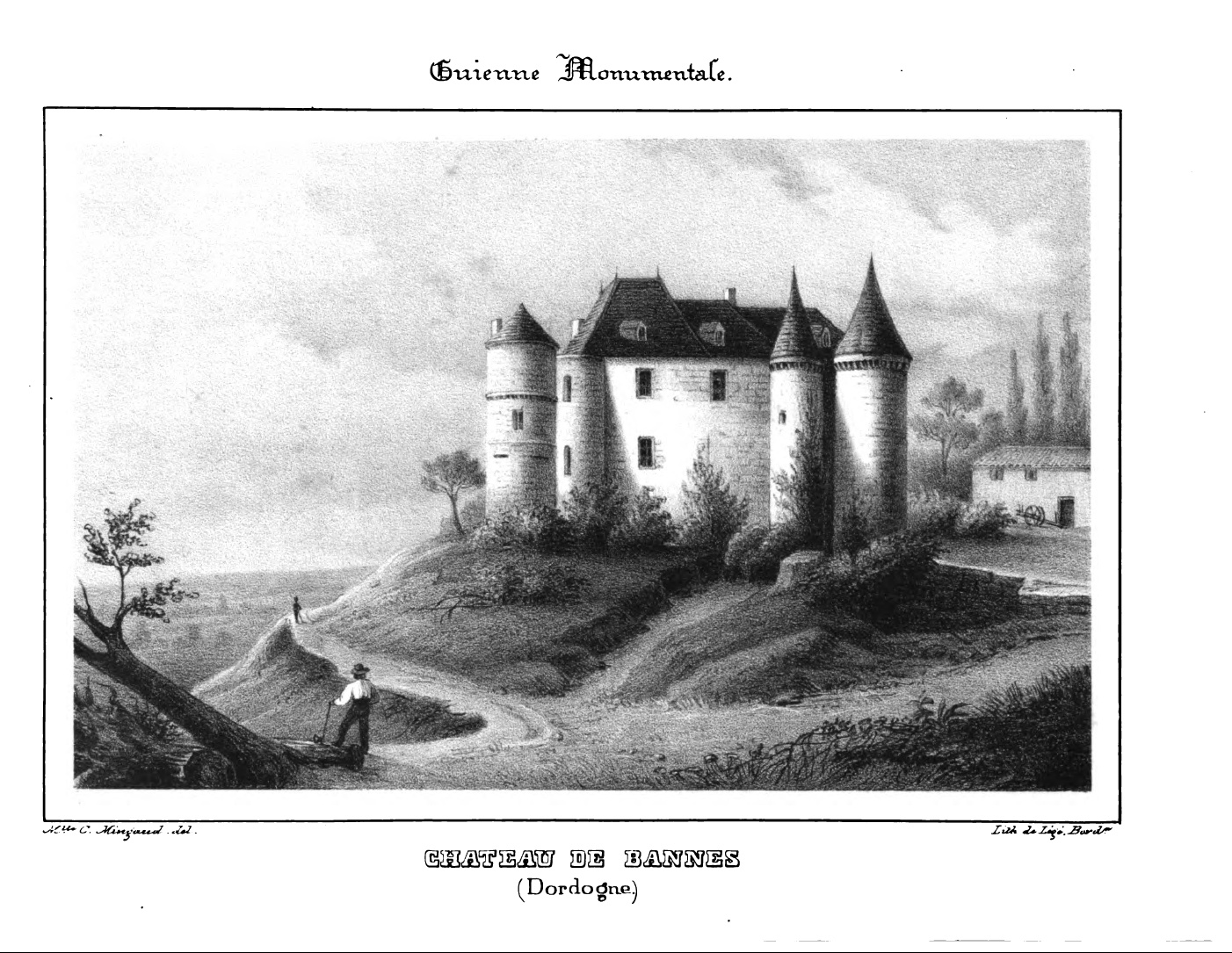
Château de Bannes à Beaumont-du-Périgord en Dordogne, France